# Chen Zhaokui
Chen Zhaokui (chinesisch 陳照奎 / 陈照奎, Pinyin Chén Zhàokuí, W.-G. Ch’en Chao-k’uei; * 1928 in Chenjiagou, Kreis Wen, Provinz Henan, China; † 1981 in Jiaozuo, Volksrepublik China), 18. Generation der Chen-Familie in Chenjiagou, Henan, der Hauptvertreter des Chen-Stils der inneren Kampfkunst Taijiquan in seiner Generation. Er war der einzige Sohn von Chen Fake, der die Taijiquan-Lehre in seiner Familie weitergegeben hat, und einer der beiden Lehrer von den sogenannten „Vier Wächter Buddhas“ (四大金剛 / 四大金刚,  sì dà jīngāng, kurz 四金剛 / 四金刚,  sì jīngāng, auch 四大護法 / 四大护法,  sì dà hùfǎ – „Vier Dharma-Beschützer“ oder 四大天王,  sì dà tiānwáng – „Vier Himmelskönige“): Chen Xiaowang, Chen Zhenglei, Wang Xian und Zhu Tiancai. Chen Zhaokui hatte nur ein Kind: Chen Yu.
Nachdem Chen Fake das Chen-Stil Taijiquan in Peking verbreitet hatte, unterrichtete Chen Zhaokui es nach Chen Zhaopi in vielen Städten Chinas. Er war vor allem für seine Greif- und Hebeltechniken (chin. Qinna) bekannt. Zu seinen Schülern gehören viele heute bekannte Meister, die weltweit unterrichten. Neben Chen Xiaowang, Chen Zhenglei, Zhu Tiancai, Wang Xian und seinem Sohn Chen Yu beispielsweise Ma Hong, Chen Dewan, Chen Lizhou, Zhang Maozhen und Zhang Qilin.